# Ligne de tramway 521/3
Pour les articles homonymes, voir Ligne 521.
Ne doit pas être confondu avec les lignes de tramway : 521/1 Wellin - Rochefort et 521/2 ligne des grottes de Han-sur-Lesse.
La ligne 521/3 est une ancienne ligne du tramway vicinal de Wellin de la Société nationale des chemins de fer vicinaux (SNCV) qui reliait Wellin à Graide entre 1908 et 1955.

## Histoire
25 juin 1908 : mise en service entre Wellin et Daverdisse par la construction d'une section entre Pont-de-Vienne et Daverdisse, la section Wellin - Pont-de-Vienne est commune avec la ligne 520 Wellin - Grupont ouverte en 1894 (capital n°49); exploitation par la SA pour l'Exploitation du CFV Rochefort - Grottes de Han - Wellin (RGW); traction vapeur; capitaux n°49 et 112.
14 août 1908 : prolongement vers la gare de Graide.
1916 : démontage de la ligne.
1921 : réouverture de la ligne.
1935 : traction par autorails.
1948 : suppression de la section Daverdisse - Graide Gare; remplacement par une ligne d'autobus par un itinéraire parallèle; service maintenu de manière moindre entre Wellin et Daverdisse.
31 août 1955 : suppression.

## Infrastructure

### Dépôts et stations
Nom : (gare) : quand le dépôt ou la station est accolé ou proche d'une gare.
Type : D : dépôt , S : station , Sf : si la station sert de gare douanière à la frontière , Sp : si la station est établie dans un bâtiment privé le plus souvent un café ou plus rarement une habitation privée.
| Illustration | Nom    | Type | Commune | Localisation                | État                              | Remarques |
| ------------ | ------ | ---- | ------- | --------------------------- | --------------------------------- | --------- |
|              | Wellin | DS   | Wellin  | 50° 04′ 52″ N, 5° 07′ 10″ E | En partie démoli, en service TEC. |           |

## Exploitation

### Horaires
Tableaux : 521 (1931), numéro de tableau partagé entre les lignes 521/1 Rochefort - Wellin, 521/2 ligne des grottes de Han-sur-Lesse et 521/3 Graide - Wellin.